# 박가분
박가분(朴家粉)은 일제강점기인 1916년에 상표 등록하여 판매한 화장품이다. 공산품으로서 제작·판매된 한국 최초의 화장품이다. 주 성분은 납 화합물인 백연이다.

## 역사

### 초창기
박가분은 박승직이 판매하고, 박승직의 부인 정정숙이 제작을 맡았다. 정정숙은 입정동에 갔다가 한 노파가 백분을 직접 만들어 포장하여 파는 모습을 보고 부업으로 삼으면 괜찮겠다고 생각하였다. 남편 박승직과 상의한 그녀는 십여 명의 아낙네를 모아 백분을 만들었다. 이때 백분은 재래의 방법, 곧 납 성분을 넣어 부착력이 좋게 하는 방법을 사용하였다. 이른바 납분 또는 연분이었다.
납분은 납 조각을 식초로 처리하여 밀봉한 뒤 열을 가하여 만든다. 납 조각이 시간에 지남에 따라 점점 작아지면서 겉에 백연으로 만들어진 하얀 가루가 돋아나는데, 이를 납꽃이라 불렀다. 조개를 태운 흰가루, 칡가루, 쌀가루, 보릿가루를 납꽃에 섞어 하얀 가루로 만들면 납분이 완성된다. 화장할 때는 이것을 물을 개어 피부에 발라 피부를 희게 만드는 형태였는데 당시 여성들에게 인기가 많았다.

### 전성기

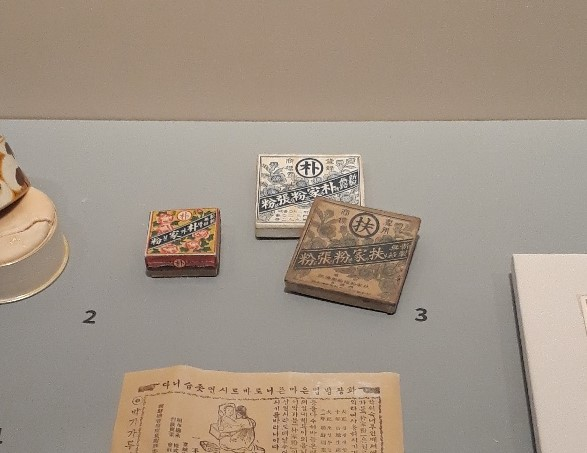
박가분의 모습

박승직의 부인 정정숙이 만든 이 납분이 뜻밖에도 매우 인기가 좋아 전국에서 방물장수가 박승직의 집으로 모여들었다. 박승직은 곧 본업은 제쳐두고 부업에 관심을 쏟아 1920년 상표 등록을 하기에 이른다. 가내 수공업 형태로 시작한 박가분은 하루 1만 갑 이상을 파는 기업체가 되었다. 가격은 1갑에 50전으로 하루 4천 원 이상의 판매고를 올렸다.
당시 박가분이 인기를 끈 이유는 바로 포장 방식이었다고 전해진다. 그때의 백분은 얇은 골패짝 같은 것으로 두께가 약 3밀리미터, 가로 약 10밀리미터, 세로 약 14밀리미터 되었으며, 그것을 대여섯 개씩 두 줄로 놓고 백지로 싸서 팔았다. 그러나 박가분은 두께가 약 8밀리미터로 훨씬 두꺼웠고, 상자에 담아 팔았다. 또한 상자에는 인쇄한 라벨을 붙여 상품 가치를 높였다.

### 쇠퇴기
1930년 이후로 서가분(徐家粉)이나 장가분(張家粉)과 같은 유사품이 등장하면서 왜분(일본제), 청분(중국제) 등 외래품까지 들어왔다. 더구나 납 성분이 몸에 좋지 않다는 소문이 돌았다. 급기야 1934년 한 기생이 박가분을 사용하다가 얼굴을 망쳤다며 고소하는 사태까지 벌어졌다. 박승직도 화장품을 남용하여 납 중독에 걸리면 피부가 괴사한다는 사실을 인정하고 1935년 일본에서 화장품업계에 종사하던 기술자 현종식을 초빙하여 제작 방식을 바꿨으나 결국 1937년을 기점으로 박가분 생산을 중단하면서 화장품 시장에서 모습을 감췄다.
박가분 생산 중단 이후로 출시하는 화장품 광고에는 “무연백분” 또는 “절대로 납이 안 들었음”이라는 구절이 자주 들어가게 되었다.

## 유산
옛 두산유리(현 테크팩솔루션)의 유리제품 브랜드 '파카 크리스탈(Parka Crystal)'의 '파카'는 박가분의 박가(朴家)를 영문으로 표기(Parka)한 것이다.